# Васильев, Фёдор Степанович
Фёдор Степанович Васильев (15 октября 1919, д. Буценино, Смоленский уезд, Смоленская губерния, РСФСР — 20 ноября 2000, Смоленская область, Россия) — сельскохозяйственный деятель Смоленской области, участник Великой Отечественной войны, Герой Социалистического Труда (1966).

## Биография
Фёдор Васильев родился 15 октября 1919 года в деревне Буцынино (ныне — Смоленский район Смоленской области) в крестьянской семье. Окончил школу-семилетку, после чего поступил в Смоленскую годичную школу торговых работников. В 1935—1940 годах работал продавцом, затем заведующим продовольственным магазином в Смоленске. В 1940 году Васильев был призван на службу в Рабоче-крестьянскую Красную Армию. Проходил службу на территории Эстонской ССР, был связистом в батальоне аэродромного обеспечения. С первого до последнего дня Великой Отечественной войны — на её фронтах, прошёл путь от Ленинграда до Берлина в составе 88-го отдельного батальона. В 1943 году вступил в ВКП(б). В 1946 году он был демобилизован.

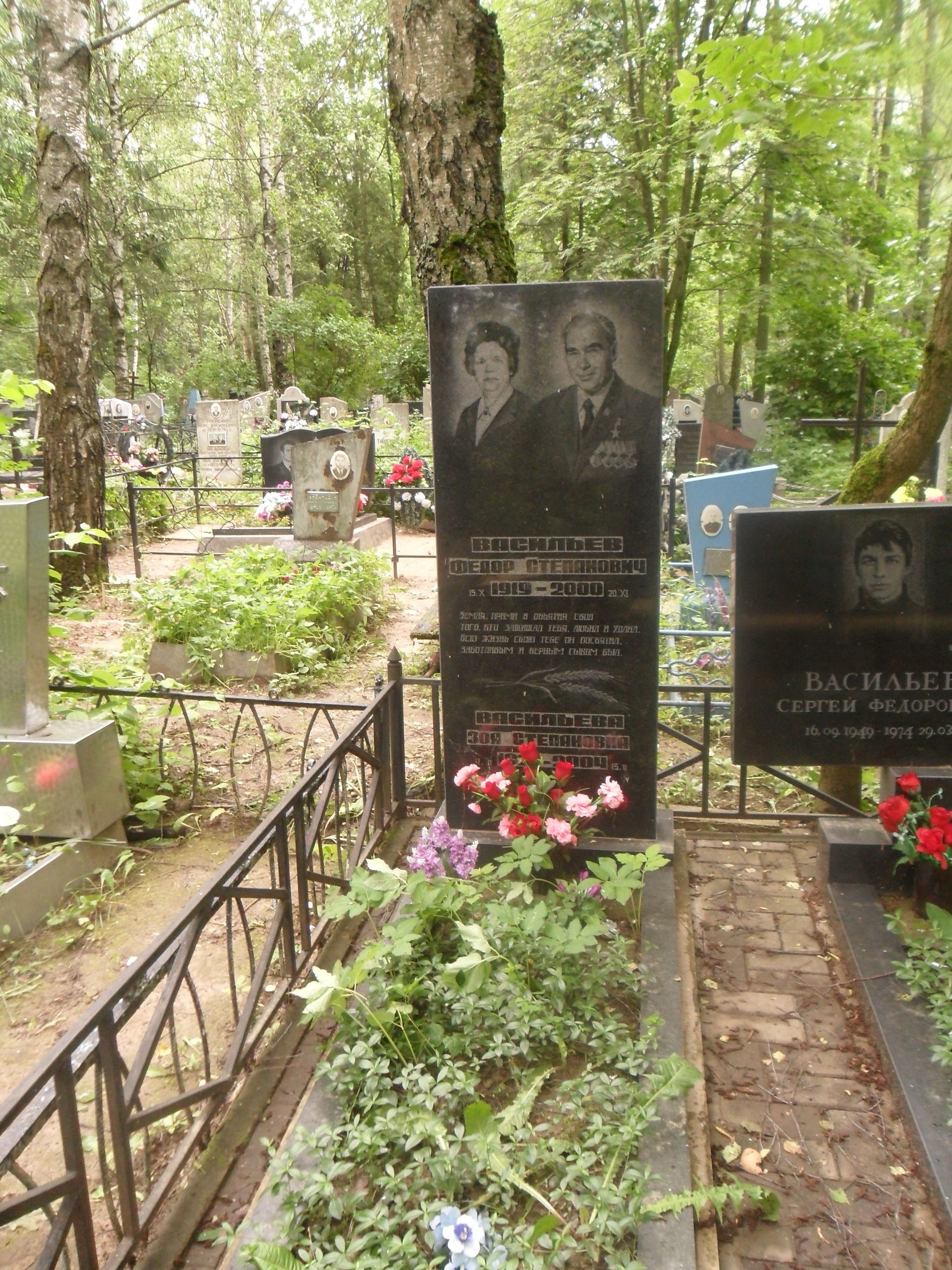
Могила Васильева на Новом кладбище Смоленска.

В августе 1946 — октябре 1948 года работал воспитателем ремесленного училища № 12 в посёлке Парахино Новгородской области. Вернулся в Смоленскую область, работал старшим инспектором по штатам Смоленского районного финансового отдела, одновременно учился во Всесоюзном заочном финансово-кредитном техникуме, который окончил в 1953 году. В апреле 1954 года по рекомендации обкома КПСС Васильев перешёл на работу в сельское хозяйство, стал председателем колхоза «Красный доброволец», занимал эту должность почти 50 лет.
Возглавляемый Васильевым колхоз добился высоких производственных показателей. Подняв нечернозёмное хозяйство из послевоенной разрухи, довёл его до одного уровня с аналогичными сельскохозяйственными объединениями черноземья. В колхозе был заведён породистый скот, построен племзавод. Васильев собирал в свой колхоз специалистов со всей области, перенимал опыт других колхозов, в том числе белорусских. За «достижение высоких показателей в развитии производства и досрочное выполнение планов девятой пятилетки» колхоз «Красный доброволец» был награждён орденом Ленина.
Указом Президиума Верховного Совета СССР от 30 апреля 1966 года за «успехи, достигнутые в увеличении производства и заготовок солнечника, льна, конопли, хмеля и других технических культур» Фёдор Васильев был удостоен высокого звания Героя Социалистического Труда с вручением ордена Ленина и золотой медали «Серп и Молот».
В последующие годы колхоз Васильева получал высокие урожаи зерновых и технических культур, увеличивал производительность животноводства. Васильев превратил колхоз в высокорентабельное передовое хозяйство. В 1975—1989 годах колхозу «Красный доброволец» семь раз присуждалось переходящее Красное Знамя ЦК КПСС, СМ СССР, ВЦСПС и ЦК ВЛКСМ, одно из них было оставлено на вечное хранение.
Васильев принимал активное участие в общественной и политической жизни Смоленской области. В 1957—1988 годах он был депутатом Смоленского облсовета народных депутатов, неоднократно избирался также депутатом Смоленского райсовета народных депутатов, членом районного и областного комитета КПСС. Был делегатом XXIII съезда КПСС. В 1969—1984 годах Васильев также был членом Союзного совета колхоза.
В годы перестройки, а впоследствии в 1990-е годы Васильев сумел сохранить колхоз, искал пути повышения доходов, открыл в колхозе пекарню, торговал хлебом. В 1994 году колхоз был преобразован в крестьянское хозяйство «Доброволец» (ныне — АО «Сеньково»), который Васильев возглавлял до самой своей смерти. Васильев сумел перестроить севообороты своего хозяйства и завести долголетние культурные пастбища.
20 ноября 2000 года Васильев умер от сердечного приступа за рулём машины прямо в поле. Похоронен на Новом кладбище Смоленска.
Почётный гражданин Смоленского района (1971). Заслуженный работник сельского хозяйства РСФСР (1982). Награждён тремя орденами Ленина, орденами Октябрьской Революции, Трудового Красного Знамени, Отечественной войны 2-й степени, «За заслуги перед Отечеством» 4-й степени, а также рядом медалей, в том числе 6 медалями ВДНХ.